# Kvinnor kan
Kvinnor kan (skrivs även Kvinnor Kan och KvinnorKan) är en organisation som arbetar för kvinnor och mäns lika villkor. Kvinnor Kan bildades 1982 och arrangerade mellan 1984 och 2002  idé- och handelsmässor med fokus på kvinnors arbete och entreprenörskap. Efter den sista mässan 2002 inriktar sig Kvinnor Kan på seminarier kring specifika frågor, nätverksbygge samt integrations- och mentorskapsprojekt.

## Historik
Kvinnor Kan har sitt ursprung i Qvinnor Kan, "en fredsrörelse mellan kvinnor och män",  som startades 1975 av folklivsforskaren Barbro Holm-Löfgren. Holm-Löfgren forskade i hur kulturell kommunikation (könsroller, ritualer, ordval, kroppspråk, möblering etc.) påverkar kontors- och företagskultur. Hon sammanställde sina forskningsresultat i boken Ansvar Avund Arbetsglädje  — en folklivsstudie av människan i kontorskulturen  som presenterades vid ett jämställdhetsseminarium 1981. Här  träffade hon civilekonomen Margareta Söderbaum och föreläsaren Eva Sternberg; de tre kvinnorna bildade året efter Stiftelsen Kvinnor Kan.
Idé- och handelsmässan i Göteborg 1984 blev den första av tio Kvinnor Kan-mässor där kvinnor presenterade sina företags verksamheter och visade dess produkter. Mässorna blev en mötesplats och ett forum  för kvinnliga entreprenörer,  forskare,  myndigheter och större företag. Antonia Ax:son Johnson deltog som föreläsare vid Kvinnor Kan-mässorna 1986 i Uppsala och 1994 i Östersund. Den största mässan, i Stockholm 1992, hade mer än 100.000 besökare. 
Antalet besökare till mässorna sjönk mot slutet av 1990-talet och 2003 gick stiftelsen i konkurs. Men KvinnorKan rekonstruerades som förening och arbetar idag för att "stärka kvinnors ställning i näringsliv och samhälle, utveckla entreprenörskapet och företagandet och bidra till generell utveckling och tillväxt, nationellt och internationellt." Kvinnor Kan ingår i paraplyorganisationen Sveriges Kvinnolobby.

## Kvinnor Kan-mässor
- 1984 Göteborg
- 1986 Uppsala
- 1988 Jönköping
- 1990 Västerås
- 1992 Stockholm
- 1993 Skövde
- 1994 Östersund
- 1996 Karlskrona
- 1998 Norrköping och Linköping
- 2000 Luleå
- 2002 Växjö